# 191 (số)
191 (một trăm chín mươi mốt) là một số tự nhiên ngay sau 190 và ngay trước 192.